# Tuscia (olio)
Tuscia (DOP) è un olio di oliva a denominazione di origine protetta prodotto dalle olive di tre cultivar di olivo: Frantoio, Canino e Leccino, presenti per almeno il 90%, da sole o congiuntamente.
La zona di produzione è localizzata nella Tuscia, in provincia di Viterbo.
È consentita un'acidità massima dello 0.5%. È di colore verde smeraldo, con riflessi dorati e odore fruttato. Sapore di fruttato medio.